# Gertrud Åström
Gertrud Maria Åström, född 28 juli 1954 i Bodträsk i Nederkalix församling, är en svensk företags- och organisationsledare samt expert på jämställdhetsfrågor. Åström var 2009-2015 ordförande för organisationen Sveriges Kvinnolobby. Gertrud Åström var under flera år förlaget Ordfronts generalsekreterare och verkställande direktör. Hon utsågs 2004 till regeringens jämställdhetspolitiska särskilda utredare. Åström är även styrelseledamot i Svenska FN-förbundet, styrelseledamot i Kvinnouniversitetet i Norden samt ledamot i LRF:s Jämställdhetsakademi.
Gertrud Åström utsågs till Årets Yrkeskvinna 2014. Hon utsågs 2018 till filosofie och teknologie hedersdoktor vid Luleå tekniska universitet.